# Araneus urquharti
Araneus urquharti là một loài nhện trong họ Araneidae.
Loài này thuộc chi Araneus. Araneus urquharti được Carl Friedrich Roewer miêu tả năm 1942.